# Diana Ramírez de Arellano
Diana Ramírez de Arellano Rechani (Nueva York, Estados Unidos de América, 3 de junio de 1919 - 30 de abril de 1997), poeta, ensayista y profesora de literatura e idioma español.

## Biografía
A pesar de haber nacido en Nueva York el 3 de junio de 1919, Diana Ramírez de Arellano era hija del matrimonio puertorriqueño conformado por Enrique Ramírez de Arellano Brau y Teresa Rechani, ambos de la alta sociedad de Puerto Rico, donde se crio. Su abuelo paterno, Salvador Brau, fue uno de los primeros historiadores puertorriqueños.
Cursó sus estudios en la escuela primera y secundaria de Ponce, graduándose de las Facultades de Pedagogía, Artes y Ciencias de la Universidad de Puerto Rico en 1941. Trabajó durante tres años como maestra en la Escuela Superior de Manatí y en 1944 viajó a la Ciudad de Nueva York para continuar estudios de postgraduado. En 1946 obtuvo su Maestría en pedagogía en el Colegio de Maestros de la Universidad de Columbia. De1946 al 1951, trabajó en el Colegio para Mujeres de la Universidad de Carolina del Norte y en el Colegio Douglass de la Rutgers University, Nueva Jersey
Durante su estancia en España para proseguir sus estudios doctorales en la Universidad Complutense de Madrid, conoció a la poeta y catedrática Josefina Romo Arregui. Se graduó en 1951 con la tesis doctoral La comedia genealógica en Lope de Vega y edición critica de "Los Ramírez de Arellano". Su segunda parte fue publicada con el título Los Ramírez de Arellano de Lope de Vega (1954).
Tras regresar a los Estados Unidos, trabajó de nuevo en el Colegio Douglass y posteriormente en el City College de Nueva York, hasta su jubilación.
A lo largo de su vida, Ramírez de Arellano mantuvo una activa vida cultural fundando el Ateneo Puertorriqueño de Nueva York, en 1963, del que fue primera presidenta. También perteneció a diversas organizaciones literarias como Sigma Delta Pi, Modern Language Association y la American Association of Teachers of Spanish and Portuguese, que la nombró miembro emérito el 31 de diciembre de 1983.
Falleció en Nueva York el 30 de abril de 1997. 

## Obra
Desde joven se interesó por la poesía, publicando a partir de 1947 Yo soy Ariel, Albatros sobre el alma (1955), Ángeles de ceniza (1958), Un vuelo casi humano (1960), Privilegio (1965), Del señalado oficio de la muerte (1974), Árbol en vísperas (1987) y Adelfazar (1995).
También fue ensayista de crítica literaria con textos como Caminos de la creación poética en Pedro Salinas (1956), Poesía contemporánea en lengua española (1961) y El himno deseado (1979) sobre el poema "Enigma" de la sevillana Concepción de Estevarena para su publicación en la edición preparada por su maestra Josefina Romo de una antología de la obra de la poeta romántica.
Fue además colaboradora de varias publicaciones literarias de Latinoamérica, España y Puerto Rico (El Mundo y Alma Latina).

## Reconocimientos
Entre las distinciones obtenidas, recibió la Medalla de Oro del Ateneo de Puerto Rico (1958), un reconocimiento de la Sociedad Cultural Hispana de Nueva York (1959), la Medalla de Plata del Ministerio de Educación por Poesía de Bolivia (1964), Medalla de Oro y Diploma del Ecuador (1967), Medalla de Honor del Ateneo Puertorriqueño de Nueva York (1973) y Diploma de Honor del Instituto de Puerto Rico en Nueva York (1979).